# The Spirit (golftoernooi)
The Spirit is een internationaal golfkampioenschap voor amateursteams. Het wordt in de oneven jaren gespeeld, altijd op de Whispering Pines Golf Club in Texas.
De eerste editie was in 2001. Er doen 20 teams van vier spelers mee. De teams bestaan uit twee jongens en twee meisjes. In de editie van 2009 deden 76 nationale kampioenen mee. 

## Kwalificatie
De landen spelen op invitatie. Gekeken wordt naar de top-20 landen van het wereldkampioenschap (Eisenhower Trophy en Espirito Santo Trophy), maar ieder land moet door een volledig team (2 mannen en 2 vrouwen) vertegenwoordigd worden. Voormalige winnende landen worden altijd uitgenodigd.
| Jaar | Gemengd team                                                       | Mannenteam                         | Vrouwenteam                      | Winnaar                                                                             | Winnares          |
| ---- | ------------------------------------------------------------------ | ---------------------------------- | -------------------------------- | ----------------------------------------------------------------------------------- | ----------------- |
| 2001 | Lorena Ochoa, Violeta Retamoza Mauricio Mendez, Alberto Valenzuela | Thomas Kogler Martin Wiegele       | Lorena Ochoa Violeta Retamoza    | Robert Hamilton                                                                     | Lorena Ochoa      |
| 2003 | Paula Creamer, Jane Park Mathew Rosenfeld, Brandt Snedeker         | Mathew Rosenfeld Brandt Snedeker   | Paula Creamer Jane Park          | Chinarat Padungsil                                                                  | Paula Creamer     |
| 2005 | Felicity Johnson, Sophie Walker Oliver Fisher, Jamie Moul          | Martin Kaymer Stefan Kirstein      | Felicity Johnson Sophie Walker   | Stefan Kirstein                                                                     | Pernilla Lindberg |
| 2007 | Elizabeth Bennett, Naomi Edwards Gary Boyd, Danny Willett          | Gary Boyd Danny Willett            | Sei-Young Kim Soo-Jim Yang       | Danny Willett                                                                       | Soo-Jim Yang      |
| 2009 | Jennifer Johnson, Alexiz Thompson Jordan Spieth, Ben Martin        | Lorenzo Scotto Filippo Zucchetti   | Jennifer Johnson Alexiz Thompson | Bum-Geun Chae                                                                       | Alexiz Thompson   |
| 2011 | Kelly Kraft, Emily Tubert Austin Ernst, Nathan Smith               | Kelly Kraft Nathan Smith           | Hyoo-Joo Kim Kyu-Jung Baek       | Kelly Kraft Thomas Pieters Carlos Ortiz Mackenzie Hughes Ruan de Smidt Nathan Smith | Victoria Tanco    |
| 2013 | Scottie Scheffler, Jordan Niebrugge Ally McDonald, Ashlan Ramsey   | Scottie Scheffler Jordan Niebrugge | Mathilda Cappeliez Eva Gilly     | Julien Brun Daniel Jennevret Jordan Niebrugge Toni Hakula Scottie Scheffler         | Brooke Henderson  |

## Nederlandse deelnemers
| Jaar | Resultaat | Team                                                                               |
| ---- | --------- | ---------------------------------------------------------------------------------- |
| 2001 | 17        | Rutger Buschow, Wil Besseling, Bianca Decker, Charlotte Heeres                     |
| 2003 | 5         | Wil Besseling, Jan Willem van Hoof, Charlotte Heeres en Dewi-Claire Schreefel      |
| 2005 | 13        | Tristan Bierenbroodspot, Joost Luiten, Marjet van der Graaff en Marie-Louise Weeda |
| 2007 | 14        | Richard Kind, Floris de Vries, Myrte Eikenaar en Kyra van Leeuwen                  |

België heeft zich nog nooit voor dit toernooi gekwalificeerd.